# Blueprint (rapper)
Blueprint, nascido como Albert Shepard é um rapper americano e também um produtor musical de hip hop, nascido na cidade de Columbus, em Ohio. É o fundador e o dono da Weightless Recordings e também grava para a Rhymesayers Entertainment. Fez parte do dueto Soul Position, junto com o rapper RJD2 e é um membro do Greenhouse effect, outro dueto formado por ele e pelo Illogic.